# Čitluk (Kozarska Dubica)
Čitluk (szerbül: Читлук), falu Bosznia-Hercegovinában, Bosanska krajina területén, Kozarska Dubica községben, a Szerb Köztársaságban. 

## Fekvése
Bosznia-Hercegovina északi részén, Banja Lukától légvonalban 60, közúton 77 km-re északnyugatra, községközpontjától légvonalban 16, közúton 23 km-re nyugat-délnyugatra, 160 – 250 méteres tengerszint feletti magasságban, az Una völgyétől délre elterülő dombvidéken fekszik. Több, kis településből áll.

## Népessége
| Nemzetiségi csoport | Népesség 1991 | Népesség 2013 |
| ------------------- | ------------- | ------------- |
| Szerb               | 419           | 227           |
| Bosnyák             | 0             | 0             |
| Horvát              | 1             | 0             |
| Jugoszláv           | 4             | 0             |
| Egyéb               | 1             | 1             |
| Összesen            | 425           | 228           |

## Története
A település 1878-ig tartozott az Oszmán Birodalomhoz, ekkor a berlini kongresszus határozata alapján az Osztrák-Magyar Monarchia része lett. 1879-ben az első osztrák-magyar népszámlálás során a Kostajnicai járáshoz tartozó Slabinja község részeként a falunak 90 háztartása és 604 ortodox szerb lakosa volt.1910-ben a Kostajnicai járásba tartozó Slabinja községben Čitlukon 115 háztartást, 955 ortodox szerb és 3 muszlim lakost találtak. A monarchia szétesésével 1918-ben előbb a Szerb-Horvát-Szlovén Királyság, majd 1929-től a Jugoszláv Királyság része. 1921-ben a községnek 128 háztartása és 995 lakosa volt. Jugoszlávia megszállása után a falu a Független Horvát Állam (NDH) része lett. 1945-től a település a szocialista Jugoszlávia része volt. A Bosznia-Hercegovinában zajló polgárháború idején a település a Boszniai Szerb Köztársaság része volt. 1995. szeptember 18-án és 19-én az Una horvát hadművelet keretében Kozarska Dubica község területét megtámadta a Horvát Köztársaság hadserege (HV). Ezt a támadást a Boszniai Szerb Köztársaság hadserege (VRS) és a helyi lakosság visszaverte. A daytoni békeszerződést követő területfelosztásnál a település, Kozarska Dubica község részeként a Szerb Köztársaság területéhez került.

## Nevezetességei
- Pravoszláv temploma egyhajós, keletelt épület félközíves apszissal, harangtornya a nyugati homlokzat felett áll.